# Lady, Lady, Lady
Lady, Lady, Lady è un singolo del cantautore statunitense Joe Esposito, pubblicato nel 1983 ed estratto dall'album Solitary Men. Il brano, scritto da Giorgio Moroder (autore della melodia) e da Keith Forsey (autore del testo), fa parte della colonna sonora del film, diretto da Adrian Lyne e con protagonista Jennifer Beals, Flashdance; per l'interprete, si tratta della hit di maggiore successo.
Il singolo uscì su etichetta Casablanca e Oasis.

## Tracce
7" Casablanca Records
1. Lady, Lady, Lady – 4:14
2. He's A Dream – 3:28

7" Oasis Records (Versione 1)
1. Lady, Lady, Lady – 4:14
2. ? (Extended Version) – 3:11

7" Oasis Records (Versione 2)
1. Lady, Lady, Lady – 4:16
2. Diamond Lizzy – 3:20

## Classifiche
| Classifica  | Posizione massima | Nr. di settimane |
| ----------- | ----------------- | ---------------- |
| Austria     | 7                 | 10               |
| Paesi Bassi | 49                | 1                |
| Stati Uniti | 86                |                  |
| Svizzera    | 19                | 9                |

## Cover
- Il brano è stato adattato in italiano da Cristiano Malgioglio con il titolo Ultima nostalgia ed inserito nell'album del cantante Bellissime [5]

## Il brano nella cultura di massa
- Il brano è stato inserito in alcuni episodi della soap opera Sentieri (Guiding Light) andati in onda negli anni ottanta
- Il brano è stato inserito nel film del 2017 diretto da Luca Guadagnino, Chiamami col tuo nome[6]